# 6309 Elsschot
6309 Elsschot è un asteroide della fascia principale. Scoperto nel 1990, presenta un'orbita caratterizzata da un semiasse maggiore pari a 3,0047076 UA e da un'eccentricità di 0,0546607, inclinata di 10,10920° rispetto all'eclittica.